# Radio Fryksdalen
Radio Fryksdalen är en närradiostation i Sunne och Torsby kommuner i Värmland. Sändningarna startade 18 januari 2008 efter att Sunne närradioförening hade fått tillstånd att sända över båda kommunerna. Stationen sänder över frekvensen 100,6 MHz i Sunne och Torsby samt 104,1 MHz i norra delen av Torsby kommun. På dagtid sänder sedan 2015 den reklamfinansierade kanalen Karlstads Nya Radio på stationen.